# Episodi di Mutant X (prima stagione)
La prima stagione di Mutant X è iniziata negli USA il 6 ottobre 2001  e si è conclusa il 6 luglio 2002. In Italia è stata trasmessa per la prima volta nel 2005 dal canale satellitare AXN e successivamente (2007) in chiaro da varie reti locali. Ancora a partire dal marzo 2009 viene replicata dal canale satellitare italiano Zone Fantasy
| nº | Titolo originale                | Titolo italiano            | Prima TV USA     | Prima TV Italia  |
| -- | ------------------------------- | -------------------------- | ---------------- | ---------------- |
| 1  | The Shock of the New            | Il potere mutante          | 6 ottobre 2001   | 29 ottobre 2005  |
| 2  | I Scream the Body Electric      | Comincia la guerra         | 13 ottobre 2001  | 1º novembre 2005 |
| 3  | Russian Roulette                | Roulette russa             | 20 ottobre 2001  | 2 novembre 2005  |
| 4  | Fool for Love                   | Pazza d'amore              | 27 ottobre 2001  | 3 novembre 2005  |
| 5  | Kilohertz                       | Kilohertz                  | 3 novembre 2001  | 7 novembre 2005  |
| 6  | The Meaning of Death            | Il significato della morte | 10 novembre 2001 | 8 novembre 2005  |
| 7  | Lit Fuse                        | Fusibile                   | 17 novembre 2001 | 9 novembre 2005  |
| 8  | In the Presence of Mine Enemies | In presenza del nemico     | 24 novembre 2001 | 11 novembre 2005 |
| 9  | Crime of the New Century        | Il rapimento               | 1º dicembre 2001 | 4 novembre 2005  |
| 10 | Dark Star Rising                | Il soldato perfetto        | 19 gennaio 2002  | 10 novembre 2005 |
| 11 | Whiter Shade of Pale            | Un fantasma del passato    | 26 gennaio 2002  | 16 novembre 2005 |
| 12 | Double Vision                   | Visione doppia             | 2 febbraio 2002  | 14 novembre 2005 |
| 13 | Blood Ties                      | Legami di sangue           | 9 febbraio 2002  | 17 novembre 2005 |
| 14 | Altered Ego                     | Alter ego                  | 16 febbraio 2002 | 15 novembre 2005 |
| 15 | Lazarus Syndrome                | Vampiro mutante            | 23 febbraio 2002 | 18 novembre 2005 |
| 16 | Interface                       | Interfaccia                | 2 marzo 2002     | 21 novembre 2005 |
| 17 | Presumed Guilty                 | Presunto colpevole         | 20 aprile 2002   | 22 novembre 2005 |
| 18 | Ex Marks the Spot               | L'uovo di Fabergé          | 27 aprile 2002   | 25 novembre 2005 |
| 19 | Nothing to Fear                 | Niente da temere           | 4 maggio 2002    | 23 novembre 2005 |
| 20 | Deadly Desire                   | L'artiglio dello scorpione | 11 maggio 2002   | 28 novembre 2005 |
| 21 | Dancing on the Razor            | Desiderio mortale          | 6 luglio 2002    | 24 novembre 2005 |
| 22 | A Breed Apart                   | Il ritorno di Gabriel      | 18 maggio 2002   | 29 novembre 2005 |

## Il potere mutante
- Titolo originale: The Shock of the New
- Diretto da: T.J. Scott
- Scritto da: Howard Chaykin

### Trama
Emma DeLauro entra in contatto con un gruppo segreto chiamato Mutant X, che è la squadra New Mutants creata e diretta dallo scienziato Adam Kane. Nel frattempo, per affrontare questi Nuovi Mutanti, viene costituita l'agenzia segreta GSA, guidata da un vecchio amico di Adam ed ora suo nemico, Mason Eckhart.

## Comincia la guerra
- Titolo originale: I Scream the Body Electric
- Diretto da: Jon Cassar
- Scritto da: Howard Chaykin

### Trama
Un nuovo mutante, di nome Brennan Mulwray, viene catturato dalla GSA e trasformato in uno dei loro agenti. Lui però li tradisce e insieme a Emma entra a far parte del gruppo Mutant X.

## Roulette russa
- Titolo originale: Russian Roulette
- Diretto da: T.J. Scott
- Scritto da: Elizabeth Keyishian

### Trama
Durante il salvataggio di un Nuovo Mutante, da due cacciatori di taglie russi che lavorano per la GSA, Brennan viene colpito da un colpo di un'arma sconosciuta, che lo può uccidere in breve tempo. Nello stesso momento, un adolescente vuole vendere il padre e la sorellastra (entrambi mutanti) a Eckhart.

## Pazza d'amore
- Titolo originale: Fool for Love
- Diretto da: T.J. Scott
- Scritto da: David Newman

### Trama
Durante la ricerca di un mutante Feral, Shalimar incontra un altro maschio Feral e cade rapidamente innamorata di lui. Si scopre che lavora per la GSA e usa il loro materiale per creare una "cura" per la mutazione.

## Kilohertz
- Titolo originale: Kilohertz
- Diretto da: Andrew Potter
- Scritto da: David Newman

### Trama
Un Nuovo Mutante con l'abilità di controllare i computer semina il terrore nel paese. Sia Mutant X che GSA lo cercano prima che possa essere rivelata l'esistenza dei Nuovi Mutanti al mondo.

## Il significato della morte
- Titolo originale: The Meaning of Death
- Diretto da: Graeme Campbell
- Scritto da: Brad Falchuck

### Trama
Una piaga mortale fa perdere il controllo dei loro poteri ai Nuovi Mutanti. Sia Mutant X che GSA lavorano insieme per trovare una cura.

## Fusibile
- Titolo originale: Lit Fuse
- Diretto da: John Bell
- Scritto da: Tom Fudge & Elizabeth Keyishian & David Newman

### Trama
Adam conduce la squadra Mutant X in missione per proteggere Ashley Elliott, un nuovo mutante il cui consumo insaziabile di energia elettrica sta causando blackout in tutta la città.

## In presenza del nemico
- Titolo originale: In the Presence of Mine Enemies
- Diretto da: John Bell
- Scritto da: Howard Chaykin

### Trama
Jesse è innamorato di Toni Quintana, una Nuova Mutante Telecinetica esperta in informatica. Eckhart decide di contattare l'agente Kendra MacEvoy, Nuova Mutante, che possiede una forza sovrumana, per rapire Toni.

## Il rapimento
- Titolo originale: Crime of the New Century
- Diretto da: Graeme Campbell
- Scritto da: Joe Johnson

### Trama
Joshua, un Nuovo Mutante che ha scoperto recentemente di possedere abilità pirocinetiche incontrollabili, viene rapito nella sua casa. Adam sa che anche la madre del giovane è una Nuova Mutante.

## Il soldato perfetto
- Titolo originale: Dark Star Rising
- Diretto da: Jon Cassar
- Scritto da: Philip LaZebnik

### Trama
Shalimar interferisce con tre felini selvatici Nuovi Mutanti che cercando di distruggere Tricorp Botanicals. Ha cercato di fermarli, ma sono riusciti a fuggire. Di ritorno al Santuario, sono stati in grado di identificarli: sono membri di un'organizzazione anti-terroristica internazionale denominata The Unit Dark Star messa in campo dall'Interpol che sono stati tutti presumibilmente uccisi in una guerra per la droga nell'America del Sud, due mesi prima nelle giungle di Bogotà.

## Un fantasma del passato
- Titolo originale: White Shade of Pale
- Diretto da: Terry Ingram
- Scritto da: Tony Di Franco

### Trama
Un nuovo mutante in grado di vivere senza dormire sta sviluppando la Sequenza Genetica che è stata rubata da qualcuno invisibile. Adam lo traccia fino a individuare un altro New Mutant.

## Visione doppia
- Titolo originale: Double Vision
- Diretto da: Jon Cassar
- Scritto da: Darrell Fetty

### Trama
Un ex socio di Brennan, anche lui Nuovo Mutante, porta Brennan ed Emma in una trappola organizzata dagli agenti della GSA. In questo modo, il Nuovo Mutante riesce a sviluppare nuovo potere. Tuttavia a causa di uno strano incidente tra questo mutante ed il potere di Brennan provoca aspetti passivi e aggressivi di Emma suddividendoli in due persone. 

## Legami di sangue
- Titolo originale: Blood Ties
- Diretto da: John Fawcett
- Scritto da: Perry Dance

### Trama
Il Padre separato di Jesse ottiene la prova di occultamento di un incidente legato ai New Mutants in una società che è in realtà una controllata di Genomex. Quando il resto della squadra viene a sapere che ha intenzione di ricattare il capo della società o girare le informazioni al pubblico, Jesse si rifiuta di credere alla loro storia. Nel frattempo, un nuovo mutante con udito ipersensibile sarà il responsabile di recuperare le informazioni per Genomex.

## Alter ego
- Titolo originale: Altered Ego
- Diretto da: Andrew Potter
- Scritto da: Elizabeth Keyishian

### Trama
Appare un nuovo mutante capace di infettare le persone toccandole con una tossina che altera la loro personalità. Ha effetto sugli altri New Mutants per un minuto, ma con la gente normale la tossina dura permanentemente a meno che sia invertita su se stessa. E diventa cattiva quando infetta Adam perché pensa abbia tradito suo padre, ed Adam minaccia di rivelare la posizione del Santuario ad Eckhart.

## Vampiro mutante
- Titolo originale: Lazarus Sybdrome
- Diretto da: John Bell
- Scritto da: Mark Amato

### Trama
Emma e Brennan incontrano un attraente New Mutant, Caleb Mathias. Quando cerca di assorbire l'energia vitale di Emma, Brennan impedisce che accada. Presto, scopriranno che Emma non è la prima attaccata dal New Mutant.

## Interfaccia
- Titolo originale: Interface
- Diretto da: Ken Girotti
- Scritto da: Mark Lisson

### Trama
In un video in cui mostra gli agenti della GSA catturare New Mutants in nascondigli di Mutant X, Emma riconosce un amico dell'università che può controllare i computer con la mente che sta lavorando per il GSA.

## Presunto colpevole
- Titolo originale: Presumed Guilty
- Diretto da: Ken Girotti
- Scritto da: Darrell Fetty

### Trama
Adam è accusato di un crimine che non ha commesso dopo aver conosciuto Mark Griffin, un nuovo mutante con il potere di valorizzare e cancellare i ricordi della gente attraverso l'assorbimento della loro memoria.

## L'uovo di Fabergé
- Titolo originale: Ex Marks the Spot
- Diretto da: Jorge Montesi
- Scritto da: Mark Amato & Howard Chaykin & David Newman

### Trama
Un ex fidanzato di Shalimar, il Nuovo Mutant Zack Lockhart, si unisce ai Mutant X in una missione che li porta a cercare di rubare una formula segreta genetica.

## Niente da temere
- Titolo originale: Nothing to Fear
- Diretto da: T.J. Scott
- Scritto da: Elizabeth Keyishian

### Trama
Shalimar e Brennan salvano un New Mutant perseguitato dalla GSA. Nella ricerca, Shalimar si infetta e cade in un coma che mostra la sua paura peggiore.

## L'artiglio dello scorpione
- Titolo originale: Deadly Desire
- Diretto da: Brad Turner
- Scritto da: David Newman

### Trama
La GSA traccia un Feroide-scorpione New Mutant, che uccide uno dei suoi membri nella fuga, e infetta un altro, Carl Ames, con feromoni New Mutant che lo lasciano sotto il suo controllo sessuale irresistibile. Brennan è successivamente infettato.

## Desiderio Mortale
- Titolo originale: Dancing on the Razor
- Diretto da: Jorge Montesi
- Scritto da: Mark Amato

### Trama
Mutant X e GSA sono filmati utilizzando i loro poteri e le abilità di combattimento da un giornalista caduto in disgrazia che vuole fare il suo ritorno rivelando al mondo la loro esistenza. In questo modo, Mutant X e la GSA devono lavorare insieme per distruggere la registrazione prima che questo vada inonda e l'esistenza dei New Mutants scoperta.

## Il ritorno di Gabriel
- Titolo originale: A Breed Apart
- Diretto da: Brad Turner
- Scritto da: Howard Chaykin

### Trama
Brennan e Shalimar interferiscono con uno squadrone della GSA formato da New Mutants, ma devono tornare quando il potere di Brennan diventa incontrollabile e presto tutti e quattro sviluppano nuovi poteri. Nel frattempo, un traditore alla Genomex rapisce il Paziente Zero, Gabriel Ashlocke che è potenzialmente il più pericoloso e potente New Mutant in vita.